# Evandro Roman
Evandro Rogério Roman (Erval Grande, 3 de março de 1973) é um ex-árbitro de futebol e político brasileiro. Foi coordenador do curso de Educação Física da Faculdade Assis Gurgacz (FAG), em Cascavel, onde também dirigiu o Centro Internacional de Estudos Científicos Aplicados ao Árbitro de Futebol. Foi árbitro da CBF e da Fifa e  filiado da Federação Paranaense de Futebol. Foi secretário de Esportes do Estado do Paraná e se elegeu Deputado Federal pelo PSD em 2014. Após ficar na suplência em 2018, assumiu um novo mandato na Câmara com o licenciamento de Ney Leprevost, que foi convidado para um cargo no governo do Paraná. Posteriormente, Evandro Roman se filiou ao Patriota. O plenário da corte decretou a perda de mandato em 25 de novembro de 2021, por 4 votos a 3.

## Biografia
Evandro atuava como goleiro em uma equipe de futebol de salão na cidade de Céu Azul, oeste do Paraná. Foi a pedido de amigos que passou também a apitar em algumas partidas. Em 1992, aconselhado por amigos, ingressou em um curso de arbitragem. No mesmo ano iniciou a faculdade de Educação Física.
Em outubro de 2005, denunciou cinco colegas e um aposentado, apontados como membros de um esquema de corrupção que há vários anos estaria manipulando resultados do futebol local. Acusou o Coritiba de ter participado do esquema, "comprando" a atuação de bandeirinhas nas semifinais do campeonato paranaense de 2003.
Em janeiro de 2008, foi eleito para integrar o quadro de árbitros da FIFA. Porém no mês seguinte, teve uma atuação polêmica numa partida pelo campeonato paranaense, na vitória do Londrina por 2x1 sobre o Engenheiro Beltrão.
Em junho de 2009, foi afastado dos sorteios pela Comissão Nacional de Arbitragem (Conaf) devido à sua atuação no jogo São Paulo x Cruzeiro, pelo Campeonato Brasileiro. O motivo teria sido o excesso de faltas de diversos jogadores do time paulista em único jogador do Cruzeiro.
Em setembro de 2009, foi afastado do Campeonato Brasileiro, com decisão tomada pelo presidente da Comissão Nacional de Arbitragem, Sérgio Correa. O motivo teria sido a não marcação de pelo menos três penalidades para o Cruzeiro, no jogo contra o Palmeiras no Mineirão, no dia 23 de setembro do mesmo ano. O jogo terminou em 2 x 1 para o time Paulista.

## Vida política
Em Dezembro de 2010, o governador eleito do Estado do Paraná, Beto Richa, anunciou Roman como Secretário Especial do Esporte. No dia 16 de dezembro do mesmo ano, o governador sancionou a lei estadual que criou a Secretaria de Estado do Esporte, com Roman assumindo o cargo de Secretário de Estado do Esporte.
No dia 28 de março de 2012, recebeu a Medalha do Mérito Reynaldo Ramon, entregue pelo Presidente do Conselho Regional de Educação Física da 9ª Região do Estado do Paraná, Antônio Eduardo Branco.
Roman filiou-se ao Partido Social Democrático em maio de 2013, durante um encontro regional do partido.
Em 2014, foi eleito deputado federal pelo PSD, com mais de 92 mil votos. Em 17 de abril de 2016, votou pela abertura do processo de impeachment de Dilma Rousseff.
Nas eleições de outubro de 2018 tentou a reeleição para a Câmara Federal, ficando com a primeira suplência do PSD, com 67.909 votos. Assumiu a vaga no lugar do deputado Ney Leprevost, convidado por Ratinho Junior a assumir a Secretaria de Justiça, Trabalho e Cidadania do Governo do Paraná. 
Em 2019, Evandro Roman se filiou ao Patriota. Por ter trocado de partido no decorrer do mandato sem justa causa, tornou-se alvo de ações na Justiça Eleitoral, pedindo a perda de seu mandato. O pedido foi feito por seus suplentes, os ex-correligionários Reinhold Stephanes Junior e Edmar de Souza Arruda, e o ex-deputado Hidekazu Takayama, do PSC. 